# Histoires tunisiennes (film)
Pour plus de détails, voir Fiche technique et Distribution.
Histoires tunisiennes ou Hekayet tounsiya (arabe : حكايات تونسية) est le premier long métrage de la réalisatrice tunisienne Nada Mezni Hafaiedh, sorti en 2011.
Filmé peu avant le Printemps arabe, il décrit la vie des Tunisiens à l'aube de la révolution de 2011 en romançant des histoires vraies tirées du documentaire Singularity réalisé par Hafaiedh. Alors qu'il aborde des sujets comme les relations avant le mariage et le sexe, il reçoit des critiques positives de nombre de quotidiens maghrébins.

## Synopsis
Le film raconte les destinées de plusieurs personnes habitant dans une même ville, Tunis : Shams qui vit une déception amoureuse, Sabrine entre la pression de sa famille et sa vision de son prince charmant, Inès qui jouit après son divorce de son célibat et de ses relations ouvertes, Hassan qui décide après la mort de sa femme d'abandonner sa réussite professionnelle et de revenir en Tunisie, Sami le chauffeur de taxi qui se trouve soudainement au chômage, Mo le propriétaire d'un pub qui vit dans une corruption totale.

## Fiche technique
- Réalisation : Nada Mezni Hafaiedh
- Scénario : Hichem Lagha et Nada Mezni Hafaiedh
- Montage : Raouf Zaza et Skander Ben Halima
- Images : Pasha Patriki
- Son : Yecine Melliani
- Production : Slim Hafaiedh (Leyth production)
- Pays d'origine :  Tunisie
- Langue : arabe
- Format : couleur
- Genre : social

Le groupe Quinta Communications Group du producteur et homme d'affaires tunisien Tarak Ben Ammar réalise la post-production du long métrage.

## Distribution
- Ali Bennour : Raouf
- Chekra Rammeh : Inès
- Hamdi Hadda : Mo
- Khaled Houissa : Fouad
- Maram Ben Aziza : Sabrine
- Nadia Boussetta : Chahinaz
- Néjib Belhassen : Hassan
- Norchen Mezni : Nour
- Taoufik El Ayeb : Sami
- Yasmine Azaiez : Shams

## Polémique avant la sortie du film
La sortie du film coïncide avec l'arrivée du parti islamiste Ennahdha au pouvoir en Tunisie, certains médias et réseaux sociaux ayant diffusé en novembre 2011 des informations selon lesquelles le visa de diffusion a été refusé à ce film, suscitant une polémique et un débat autour de la liberté d'expression. Sous pression, la réalisatrice a dû enlever quelques sequences et modifier le film, de sorte qu'il soit plus adhérent à la situation que le pays endure.
Le ministère de la Culture nie par la suite la rumeur en précisant qu'aucune demande n'était parvenue de la part d'un quelconque distributeur pour l'exploitation commerciale du film.

## Adaptation à la télévision
Le feuilleton Histoires tunisiennes, diffusé sur El Hiwar El Tounsi durant le ramadan 2015, s'inspire du film.